# 菅原村 (新潟県)
菅原村（すがはらむら）は、かつて新潟県中頸城郡にあった村。

## 沿革
- 1889年（明治22年）4月1日 - 町村制施行に伴い中頸城郡菅原村、上稲塚村、武士村、今曽根村、南田中村、塩曽根村、馬屋村、東福島村、上田島村、上深沢村、岡嶺新田、岡野町村、荒牧村が合併し、菅原村が発足。
- 1955年（昭和30年）3月31日 - 中頸城郡櫛池村と合併し、清里村を新設して消滅。